# ESLint
O ESLint é um linter, uma ferramenta de análise estática, para as linguagens Javascript e Typescript, sendo o mais popular do mundo para tais linguagens. criado por Nicholas C. Zakas em 2013. As regras do ESLint são customizáveis, cobrindo tanto problemas de qualidade de software como de estilo.

## História
Em 2016, o ESLint foi incorporado à jQuery Foundation, e no mesmo ano a jQuery Foundation se juntou com a Dojo Foundation para virar a JS Foundation, sendo um projeto da Linux Foundation Em outubro de 2017, o ESLint se tornou um "projeto graduado" da JS Foundation. Em março de 2019, se tornou parte da OpenJS Foundation, após a fusão da JS Foundation com a Node.js Foundation.

## Adoção
A IDE WebStorm, da JetBrains, possui suporte integrado ao ESLint.
Desde 2016, o projeto Vue.js providencia plugins para o ESLint. Desde 2018, esses plugins também são promovidos no wizard de criação de projetos Vue.js.
Em outubro de 2018, a biblioteca React (desenvolvida pelo Facebook) publicou oficialmente um plugin para ESLint.
Em 2021, ESLint é o linter mais popular do mundo para Javascript, com 14 milhões de downloads semanais.